# Ius ad rem
Ius ad rem (łac. prawo do rzeczy) – instytucja prawa cywilnego chroniąca roszczenie osoby trzeciej, gdy jego realizacja jest zagrożona przez umowę zawartą pomiędzy innymi podmiotami.
Ius ad rem zabezpiecza wyłącznie roszczenia o świadczenie niepieniężne, ponieważ ochrona wierzytelności o zapłatę następuje w drodze skargi pauliańskiej. Skorzystanie z prawa do rzeczy polega na zakwestionowaniu umowy, której wykonanie czyni całkowicie lub częściowo niemożliwym zadośćuczynienie określonemu roszczeniu. Zakwestionowanie przybiera postać żądania uznania przez sąd zawartej umowy za bezskuteczną względem tego, którego prawo jest zagrożone przez jej wykonanie.
Dla skutecznego posłużenia się ius ad rem konieczne jest, aby strony zawieranej umowy wiedziały o roszczeniu osoby trzeciej albo aby dokonywana przez nie czynność prawna miała charakter nieodpłatny. Dowód tych okoliczności obciąża osobę, która domaga się udzielenia ochrony. Termin do skorzystania z omawianej instytucji wynosi jeden rok od daty zawarcia umowy.
Uprawnienia z tytułu ius ad rem dochodzone są w procesie, gdzie powodem jest osoba domagająca się udzielenia ochrony, zaś po stronie pozwanej występują osoby, które zawarły umowę. Pomiędzy nimi występuje współuczestnictwo jednolite konieczne.